# ケネックス

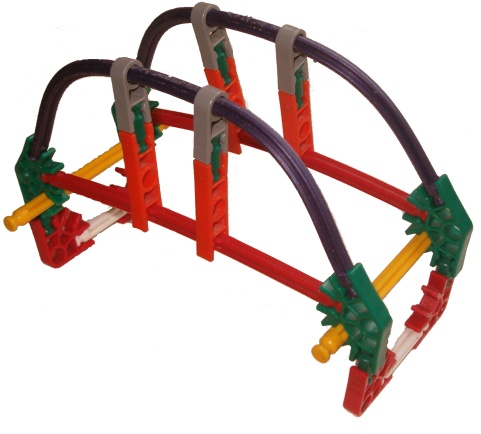
K'NEX

ケネックス（K'NEX）は、プラスチック製の組立式玩具（知育玩具）の一種である。棒状の部品と棒状の部品同士を連結させる部品を組み合わせて多様な物体を組み立てていく。

## 沿革

### 初期
ケネックスの基礎となる概念はジョエル・グリックマン(Joel Glickman)によってパーティ会場でストローを他のストローに繋ぐにはどうしたら良いかと考え遊んでいた時に着想を得たとされる。ジョエルは兄ボブ・グリックマン(Bob Glickman)とアイデアを固め、K'NEX社を設立。このアイデアをハズブロなどの玩具メーカーにプレゼンしたこともあったが採用されることはなかった。レゴに対するプレゼンでは見ることさえなかった。シンプルなロッドとコネクタを簡潔に繋ぎ合わせて新しい形を作り車輪や滑車といった部品も導入し1993年に最初の製品をアメリカ市場で発売。初期のモデルには物体を動かすための手回し式クランクが採用されていたが、すぐにギアとモーターを使用するようになる。

### 現在
K'NEX社は長らくレゴにおけるハリー・ポッターシリーズやスター・ウォーズシリーズなどといったブランド名を借りた製品を作ってこなかったが、2001年にバトルテック及びメックウォリアー(en:MechWarrior)シリーズを発売。2006年にはオレンジ・カウンティ・チョッパーズを、2008年にはセサミストリートシリーズを発表。

## パーツの種類

### ロッド（Rods）

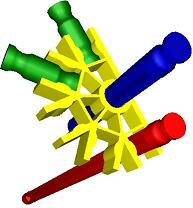
K'NEXのベース

ロッドパーツには窪みが彫られていて、中腹部分に存在する縦筋と先端部分の窪みがある。基本的なサイズは6種類程度あり、それぞれのサイズに合わせて色は固定されている。ジェットコースターの構築など曲線を演出するためのフレキシブルロッドパーツや、蛍光ロッドパーツなども存在する。ロッドは長さによって3/4ｲﾝﾁ、21/16ｲﾝﾁ、9/4ｲﾝﾁ、55/16ｲﾝﾁ、41/8ｲﾝﾁ、15/2ｲﾝﾁの6種類ある。
(15/2ｲﾝﾁロッドにはゴム製の曲がるロッドが存在する)
ロッドで正方形を作ると必ず一つ上位のロッドが対角線の長さに対応するようになっている。
また、短いロッドをコネクタで２つ繋ぐと、２つ上位のロッドの長さに対応する(画像参照)

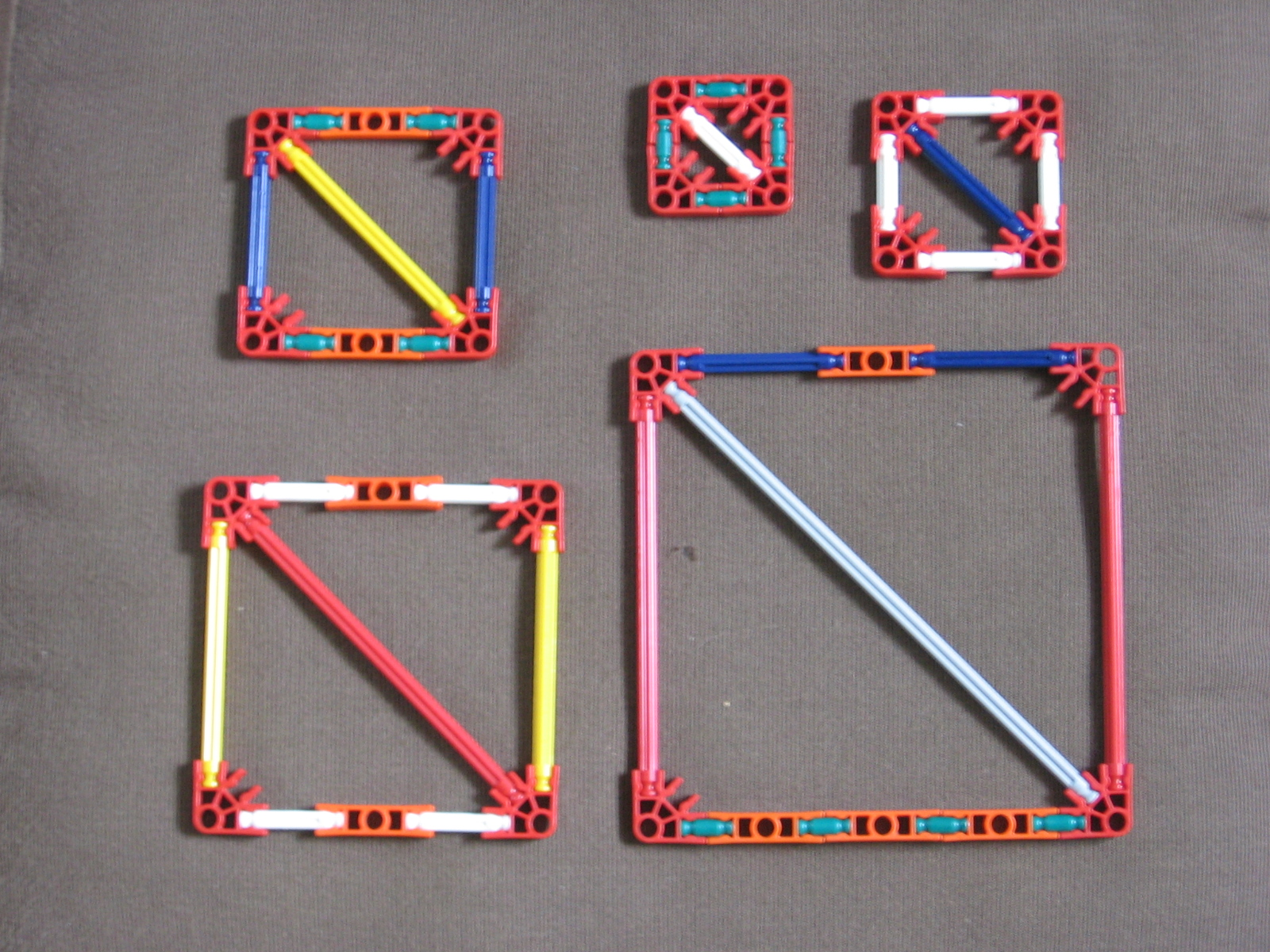
ケネックスのロッドの長さの関係

### コネクタ（Connectors）
コネクタにはロッドパーツを通す穴が存在し、基本的にはその穴から放射状にロッドパーツを連結させるためにジョイント部分がある。ジョイントの数に応じてパーツの形と色に違いがあり、もっとも基本的なコネクタは7種類程度ある。
立体形成を行う際には、立体形成用のコネクタパーツ2種類を適宜用いる。2つのコネクタパーツ同士を交差させて組み合わせることで立体的なコネクタを構成できる。その他、用途がより限定的なコネクタもいくらか存在する。

### その他のパーツ
ギアやタイヤなどのパーツや、乾電池で動く専用のモーターパーツなども存在する。現在ではブロックの形状をしたパーツも導入されている。パッケージ製品のディティールを補完するための特異な形状をした特殊パーツもいくらか存在する。

## 組み立て
ロッドパーツに刻まれた窪みをコネクタにはめ込むという動作を繰り返して、何らかの形を題材とした物体を構築していくのが基本的な遊び方である。ロッドパーツをコネクタパーツに組み合わせる方法は3パターンあり、ロッドパーツの先端部分をコネクタパーツにはめ込む方法、ロッドパーツの中腹部分をコネクタパーツへ垂直に連結する方法、そしてロッドパーツをコネクタパーツの中心の穴に通す方法である。

### 大規模な物体
パーツ数に際限なく投資でき高所部分に手が届く環境が整えられた場合、しばしば1mオーダーの大規模構築がなされる。これは、単位立方体のそれぞれの面の対角にロッドパーツを足せることで補強のし易さに優れ、自重を支える構造を組み立て易いからである。また、ロッドパーツも長いものは1本だけで19cm強であるから、少ないパーツでも組み合わせることによって人間の身長くらいの物体であれば構築しやすいといえる。

### 不得意な点
大量のパーツを組み合わせた大規模な構築が可能である反面、細かいディティールの演出は不得意である。また、パーツの形状や長さによってカラーが基本的に固定されているのも演出上においてはデメリットとなり易い（無論、塗装によってこの問題は難なくクリアー出来る）。